# Lliga dels Pirineus d'handbol femenina 2004
La V Lliga dels Pirineus femenina (en francès, 5ème Ligues de Pyrenées feminine) fou la cinquena edició de la competició. Se celebrà l'11 i 12 de setembre de 2004 i fou coorganitzada per la Lliga del Llanguedoc-Rosselló, i la Federació Catalana d'Handbol. Hi participaren quatre equips, el Plus Fresc Lleida i l'Esportiu Castelldefels, per part catalana, i l'HB Cercle Nimes, vigent campió, i el Toulon HB, per part occitana. La competició es disputà en format d'eliminació directa, amb semifinals, final i partit pel tercer i quart lloc.
Els partits del torneig se celebraren a la Zona esportiva de Can Titó de Vilanova del Camí. Tanmateix, la semifinal entre l'Associació Lleidatana i el Toulon HB es disputà al Pavelló Barris Nord de la capital del Segrià, en el marc del 50è aniversari de l'handbol lleidatà. Per altra banda, la final fou emesa en diferit pel Canal 33.
Es proclamà campió el Plus Fresc Lleida, que guanyà a la final a l'HB Cercle Nimes per 27 a 24 i aconseguí el seu primer títol de Lliga dels Pirineus.

## Competició

### Quadre de competició
|  | Semifinals               | Semifinals         |                          |  | Final | Final |
|  |                          |                    |                          |  |       |       |
|  | 11 de setembre 20:00 CET |                    |                          |  |       |       |
|  |                          |                    |                          |  |       |       |
|  | HB Cercle Nîmes          |                    |                          |  |       |       |
|  | 12 de setembre 10:30 CET |                    |                          |  |       |       |
|  | Esportiu Castelldefels   |                    |                          |  |       |       |
|  | HB Cercle Nîmes          | 22                 |                          |  |       |       |
|  | HB Cercle Nîmes          | 22                 | 11 de setembre 20:00 CET |  |       |       |
|  |                          | Plus Fresc Lleidaa | 27                       |  |       |       |
|  | Plus Fresc Lleidaa       | Plus Fresc Lleidaa | 27                       |  |       |       |
|  |                          |                    |                          |  |       |       |
|  | Toulon HB                |                    |                          |  |       |       |
|  | Tercer i quart lloc      |                    |                          |  |       |       |
|  |                          |                    |                          |  |       |       |
|  | 12 de setembre 12:30 CET |                    |                          |  |       |       |
|  |                          |                    |                          |  |       |       |
|  | Esportiu Castelldefels   |                    |                          |  |       |       |
|  |                          |                    |                          |  |       |       |
|  | Toulon HB                |                    |                          |  |       |       |

### Semifinal
| 11 de setembre de 2004 20:00 CET | HB Cercle Nimes | vs | Esportiu Castelldefels | Zona esportiva de Can Titó, Vilanova del Camí |
| 11 de setembre de 2004 20:00 CET |                 |    |                        | Zona esportiva de Can Titó, Vilanova del Camí |
| 11 de setembre de 2004 20:00 CET |                 |    |                        | Zona esportiva de Can Titó, Vilanova del Camí |

| 11 de setembre de 2004 20:00 CET | Plus Fresc Lleida | vs | Toulon HB | Pavelló Barris Nord, Lleida |
| 11 de setembre de 2004 20:00 CET |                   |    |           | Pavelló Barris Nord, Lleida |
| 11 de setembre de 2004 20:00 CET |                   |    |           | Pavelló Barris Nord, Lleida |

### Tercer i quart lloc
| 12 de setembre de 2004 10:30 CET |  | vs |  | Zona esportiva de Can Titó, Vilanova del Camí |
| 12 de setembre de 2004 10:30 CET |  |    |  | Zona esportiva de Can Titó, Vilanova del Camí |
| 12 de setembre de 2004 10:30 CET |  |    |  | Zona esportiva de Can Titó, Vilanova del Camí |

### Final
| 12 de setembre de 2004 12:30 CET | HB Cercle Nimes | 22-27  | Plus Fresc Lleida | Zona esportiva de Can Titó, Vilanova del Camí |
| 12 de setembre de 2004 12:30 CET |                 | (7-14) | Piatti 9          | Zona esportiva de Can Titó, Vilanova del Camí |
| 12 de setembre de 2004 12:30 CET | Notícia         |        |                   | Zona esportiva de Can Titó, Vilanova del Camí |

| Campió de la Lliga dels Pirineus 2004 |
| ------------------------------------- |
| Plus Fresc Lleida Primer títol        |